# Municipio de Okoboji
El municipio de Okoboji (en inglés, Okoboji Township) es una subdivisión territorial del condado de Dickinson, Iowa, Estados Unidos. Según el censo de 2020, tiene una población de 2287 habitantes.
Es una subdivisión exclusivamente geográfica, puesto que el estado de Iowa no utiliza la herramienta de los townships como gobierno municipal, sino que están subordinados a las autoridades del condado.

## Geografía
Está ubicado en las coordenadas 43°18′53″N 95°13′12″O / 43.31472, -95.22000 (43.314756, -95.219974). Según la Oficina del Censo de los Estados Unidos, tiene una superficie total de 93,56 km², de la cual 93,49 km² corresponden a tierra firme y 0,07 km² es agua.

## Demografía
Según el censo de 2020, hay 2287 personas residiendo en la zona. La densidad de población es de 24,5 hab./km². El 92,44 % de los habitantes son blancos; el 0,96 % son afroamericanos; el 0,35 % son asiáticos; el 0,04 % es isleño del Pacífico; el 1,36 % son de otras razas, y el 4,85 % son de una mezcla de razas. Del total de la población, el 3,76 % son hispanos o latinos de cualquier raza.